# Michail Iwanowitsch Burzew
Michail Iwanowitsch Burzew (russisch Михаил Иванович Бурцев; * 21. Juni 1956 in Moskau; † 16. Oktober 2015 ebenda) war ein sowjetischer Säbelfechter. Er nahm dreimal für die Sowjetunion an den Olympischen Sommerspielen teil und wurde zweimal Olympiasieger. Zudem gewann er vier Weltmeistertitel und er focht zu seiner aktiven Zeit für den ZSKA Moskau.

## Erfolge
Bei den Olympischen Spielen 1976 in Montreal gewann Burzew Mannschaftsgold.
1977 wurde er in Buenos Aires Mannschaftsweltmeister, 1978 gewann er bei den Weltmeisterschaften in Hamburg Silber sowohl im Einzel als auch mit der Mannschaft. 1979 wurde er in Melbourne erneut Mannschaftsweltmeister und gewann zusätzlich Bronze im Einzel. Mannschaftsgold und Einzelsilber holte er bei den Olympischen Spielen 1980 in Moskau.
Mit der Mannschaft gewann Burzew bei den Weltmeisterschaften 1981 in Clermont-Ferrand Silber, 1982 bei den Weltmeisterschaften in Rom Bronze, 1983 wurde er in Wien wieder Mannschaftsweltmeister, ebenso 1986 in Sofia.
Nachdem er 1984 wegen des Boykotts der Olympischen Spiele nicht antreten konnte, gewann er Mannschaftssilber bei den Olympischen Spielen 1988 in Seoul.
Bei den Olympischen Spielen 1992 war er Trainer des vereinten Teams der ehemaligen Sowjetunion, das Gold holte.